# Oscar Loya
Oscar Loya (ur. 12 czerwca 1979 w Indio) – amerykański piosenkarz popowy i artysta broadwayowy meksykańskiego pochodzenia.
Reprezentant Niemiec w 54. Konkursie Piosenki Eurowizji (2009).

## Rodzina i życie prywatne
Urodził się w Indio w stanie Kalifornia. Jest najmłodszym z pięciorga rodzeństwa.
Jest gejem. Związany jest ze Stefanem F. Hoeglmaierem.

## Kariera
W 2003 wyjechał do Nowego Jorku, gdzie grał w produkcjach musicalowych, takich jak m.in. West Side Story.
W maju 2009, reprezentując Niemcy z utworem „Miss Kiss Kiss Bang” nagranym z producentem Alexem Christensen, zajął 20. miejsce w finale 54. Konkursu Piosenki Eurowizji w Moskwie. Również w 2009 wydał z Christensenem – pod szyldem projektu 'Alex Swings Oscar Sings! – album studyjny pt. Heart 4 Sale.
W 2011 wydał pierwszy solowy album pt. Beast. Od października 2012 do czerwca 2013 grał główną rolę w tanecznej rewii Show Me w teatrze Friedrichstadt-Palast w Berlinie.

## Dyskografia

### Albumy studyjne
| Rok  | Dane dot. albumu                  | Najwyższe pozycje na listach |
| Rok  | Dane dot. albumu                  | POL                          |
| ---- | --------------------------------- | ---------------------------- |
| 2009 | Heart 4 Sale - Data wydania: 2009 | 88                           |

### Single
| Rok  | Tytuł                 | Najwyższe pozycje na listach | Najwyższe pozycje na listach | Najwyższe pozycje na listach | Najwyższe pozycje na listach | Najwyższe pozycje na listach |
| Rok  | Tytuł                 | GER                          | AUS                          | SWE                          | UK                           |                              |
| ---- | --------------------- | ---------------------------- | ---------------------------- | ---------------------------- | ---------------------------- | ---------------------------- |
| 2009 | „Miss Kiss Kiss Bang” | 20                           | 71                           | 35                           | 85                           |                              |